# Liste der Kulturdenkmale in Rondeshagen
In der Liste der Kulturdenkmale in Rondeshagen sind alle Kulturdenkmale der schleswig-holsteinischen Gemeinde Rondeshagen (Kreis Herzogtum Lauenburg) und ihrer Ortsteile aufgelistet (Stand: 10. März 2025).

## Legende
In den Spalten befinden sich folgende Informationen:
- Objekt-ID: die Nummer des Kulturdenkmales
- Lage: die Adresse des Kulturdenkmales und die geographischen Koordinaten. Kartenansicht, um Koordinaten zu setzen. In der Kartenansicht sind Kulturdenkmale ohne Koordinaten mit einem roten Marker dargestellt und können in der Karte gesetzt werden. Kulturdenkmale ohne Bild sind mit einem blauen Marker gekennzeichnet, Kulturdenkmale mit Bild mit einem grünen Marker.
- Offizielle Bezeichnung: Bezeichnung des Kulturdenkmales
- Beschreibung: die Beschreibung des Kulturdenkmales
- Bild: ein Bild des Kulturdenkmales

## Bauliche Anlagen
| Objekt-ID     | Lage                                          | Offizielle Bezeichnung      | Beschreibung | Bild |
| ------------- | --------------------------------------------- | --------------------------- | --- | ---- |
| 29718         | Dorfstraße 18 (53° 45′ 17″ N, 10° 37′ 35″ O)  | Alte Dorfschule             | Alte Dorfschule; Ende 19. Jh.; eingeschossiger Backsteinbau mit Walmdach, zweigeschossiger Mittelrisalit mit eigenem Walmdach, Eingang und rundbogigem Windfang - Begründung: geschichtlich, städtebaulich - Schutzumfang: gesamtes Objekt - Denkmaltyp: Bauliche Anlage | BW   |
| 918 Wikidata  | Gut Rondeshagen (53° 45′ 6″ N, 10° 37′ 41″ O) | Herrenhaus                  | Alteintragung (Aktualisierung vorgesehen) - Begründung: Alteintragung (Aktualisierung vorgesehen) - Schutzumfang: Alteintragung (Aktualisierung vorgesehen) - Denkmaltyp: Bauliche Anlage                                                                                | BW   |
| 919 Wikidata  | Gut Rondeshagen (53° 45′ 5″ N, 10° 37′ 39″ O) | Turmburganlage              | Alteintragung (Aktualisierung vorgesehen) - Begründung: Alteintragung (Aktualisierung vorgesehen) - Schutzumfang: Alteintragung (Aktualisierung vorgesehen) - Denkmaltyp: Bauliche Anlage                                                                                | BW   |
| 2735 Wikidata | Zum Gutshof 7 (53° 44′ 38″ N, 10° 36′ 6″ O)   | Gut Groß Weeden: Herrenhaus | erbaut 1914, Architekten Frejtag & Elingius; Alteintragung (Aktualisierung vorgesehen) - Begründung: Alteintragung (Aktualisierung vorgesehen) - Schutzumfang: Alteintragung (Aktualisierung vorgesehen) - Denkmaltyp: Bauliche Anlage                                   | BW   |

## Quelle
- Liste der Kulturdenkmale in Schleswig-Holstein – Herzogtum Lauenburg (PDF)

- Karte mit allen Koordinaten:
- OSM |
- WikiMap